# Homoanartha
Homoanarta là một chi bướm đêm thuộc họ Noctuidae.